# Bandikere, Alur
Bandikere là một làng thuộc tehsil Alur, huyện Hassan, bang Karnataka, Ấn Độ.